# 台灣房屋
台灣房屋仲介股份有限公司（英語：Taiwan Realty Estate Co.，簡稱：台灣房屋），是台灣的房屋仲介公司，2008年經營權轉手後改名為台灣房屋，並成立台灣房屋地產集團。過去服務範圍包括台灣、美國、加拿大和日本。現今主要範圍為台灣，並以桃園、新竹為直營門市、其他地區為加盟門市。

## 發展歷史
前身「北區房屋」由游日正成立於1985年，最初經營範圍僅有桃園縣 ；2007年時任北區房屋總經理的彭培業開始收購北區房屋之股權，也其由於企圖將市場擴大至全台灣甚至台灣以外，於2008年取得主導權後將公司更名為「台灣房屋」，並推出企業CIS標誌與形象廣告。
2005年起將經營範圍跨出桃園、新竹，進入台北市，並改以加盟店形式展店，自2007年起，以不到一年的時間在全台各地開設了過百家特許加盟店。
2011年起涉足海外市場，先後在東南亞6個國家成立分公司。2013年起陸續在美國洛杉磯、鳳凰城、加拿大溫哥華及日本東京設立分公司。
2017年開始導入網路線上互動處理系統，在LINE推出「AI地產機器人」，同年也成立「友善健康農場」。
2019年成立「樂齡友善社區門市」。
2020年成立「智慧型訓練中心」。
2021年推出「不動產經紀業專業責任保險」。
2021年創立「離職復職服務中心」。
2022年成立「修繕房屋行善團」。
2022年3月設立「集團防疫長」。
2022年12月設立「桃園市總圖公益書籍專區」。
2023年1月設立「八德社區旗艦門市」，為第一間與綠共生的房仲門市。
2023年2月推動「ESG+主理人計畫」。
2023年10月「亞洲健康智慧園區」開幕。

## 集團成員
- 亞洲健康城股份有限公司
- 漣漪書屋
- 友善健康農場
- 台灣幸福館
- 台灣美術館

### 友善健康農場
2017年在桃園市中壢區設立占地2公頃的「友善健康農場」，從事蔬菜水果之栽培生產，除銷售及作為集團內員工使用外，也提撥四分之一之產量供給社福機構。

### 亞洲健康城股份有限公司
2016年8月在新竹縣關西鎮整合六千坪基地開發「亞洲健康智慧園區」，提供「環境、溫泉、餐飲、醫學、護理」五合一的健康地產。 
於2023年10月正式營運啟用。

### 漣漪書屋
2022年創立漣漪書屋，為台灣房屋集團/亞洲智慧健康園區，旗下非營利公益型書屋。

## 外部連結
- 台灣房屋 （页面存档备份，存于）（繁體中文）
- 台灣房屋的Facebook專頁
  - 台灣房屋加盟事業總部的Facebook專頁
- YouTube上的台灣房屋頻道